# Медаль «За врятоване життя»
Медаль «За врятоване життя» — державна нагорода України для нагородження громадян України, іноземців та осіб без громадянства за врятування життя людини, активну благодійну, гуманістичну та іншу діяльність у справі охорони здоров'я громадян, запобігання нещасним випадкам з людьми.

## Історія нагороди
- 18 серпня 2005 року Президент України В. А. Ющенко Указом № 1177/2005 постановив підтримати пропозицію Комісії державних нагород та геральдики щодо заснування ордена Свободи та за врятування життя людини, активну благодійну, гуманістичну та іншу діяльність у справі охорони здоров'я громадян — медалі «За врятоване життя». Комісії державних нагород та геральдики було доручено провести у тримісячний строк всеукраїнський конкурс з розроблення проєктів знака ордена Свободи та медалі «За врятоване життя» і з урахуванням його результатів подати законопроєкт про внесення змін до Закону України «Про державні нагороди України».
- 10 квітня 2008 року Верховна Рада України прийняла Закон України № 258-VI «Про внесення зміни до Закону України „Про державні нагороди України“», яким були встановлені нові державні нагороди України — орден Свободи та медаль «За врятоване життя».
- 20 травня 2008 року Указом Президента України В. А. Ющенко № 461/2008 затверджене Положення про медаль, що включає її опис.

## Положення про медаль «За врятоване життя»
Нагородження медаллю «За врятоване життя» провадиться указом Президента України.
Представлення до нагородження медаллю «За врятоване життя» та вручення цієї медалі провадиться відповідно до Порядку представлення до нагородження та вручення державних нагород України, затвердженого Указом Президента України від 19 лютого 2003 року № 138.
Медаль «За врятоване життя» носять на грудях з лівого боку і за наявності у нагородженого інших державних нагород України розміщують після медалі «Захиснику Вітчизни».
Нагородження медаллю «За врятоване життя» може бути проведено посмертно.

## Опис медалі «За врятоване життя»
Медаль «За врятоване життя» виготовляється зі срібла і має форму круга діаметром 32 мм. На лицьовому боці у центрі медалі міститься зображення двох рук, одна з яких простягнута до другої для рятування. Зображення вміщено на тлі сонця з променями, що символізує врятоване життя людини. По колу медалі напис «За врятоване життя». Медаль має бортик. Зображення рук — позолочене. Усі зображення і написи рельєфні.
Зворотний бік медалі плоский з вигравіруваним номером.
За допомогою кільця з вушком медаль з'єднується з прямокутною колодкою, обтягнутою стрічкою. Розмір колодки: висота — 45 мм, ширина — 28 мм. На зворотному боці колодки розміщено застібку для прикріплення медалі до одягу.
Стрічка медалі «За врятоване життя» шовкова муарова білого кольору з двома поздовжніми смужками червоного кольору по 3 мм кожна, які містяться на відстані 2 мм від країв стрічки.
Планка медалі «За врятоване життя» являє собою прямокутну металеву пластинку, обтягнуту стрічкою. Розмір планки: висота — 12 мм, ширина — 24 мм.

## Послідовність розміщення знаків державних нагород України
- Медаль «За врятоване життя» — на лівому боці грудей після медалі «Захиснику Вітчизни».

## Нагороджені медаллю
На 1 грудня 2015 року загальне число нагороджених сягнуло 184, згідно з оприлюдненими Указами Президента України щодо нагородження.